# 1995 في العراق
فيما يلي قوائم الأحداث التي وقعت خلال عام 1995 في العراق.

## أحداث
- 1 يناير – الاستفتاء الرئاسي العراقي 1995

## سياسة

### انتهاء فترة المنصب
- 1 يناير – علي حسن المجيد وزارة الدفاع.

## مواليد

### يناير
- 6 يناير – مهدي كامل، لاعب كرة قدم عراقي.

### أكتوبر
- 15 أكتوبر – فرحان شكور، لاعب كرة قدم عراقي.

### نوفمبر
- 17 نوفمبر - إسراء الأصيل، مغنية عراقية.

## وفيات

### يناير
- 1 يناير – سعاد خليل إسماعيل (مواليد 1928) وزيرة التعليم العالي والبحث العلمي في العراق للاعوام 1970 -1972.

### يوليو
- 13 يوليو – علي الوردي (مواليد 1913) عالم اجتماع عراقي.

### سبتمبر
- 8 سبتمبر – صفاء خلوصي (مواليد 1917) كاتب عراقي.